# Margaiostus magellanicus
Margaiostus magellanicus is een keversoort uit de familie kniptorren (Elateridae). De wetenschappelijke naam van de soort is voor het eerst geldig gepubliceerd in 1845 door Blanchard.